# Onew
Onew (hangul: 온유, ur. 14 grudnia 1989 w Gwangmyeong), właśc. Lee Jin-ki – południowokoreański piosenkarz i aktor. Zadebiutował w maju 2008 jako lider boysbandu SHINee, założonego przez SM Entertainment. Oprócz aktywności w zespole Onew zagrał w różnych serialach telewizyjnych, jest znany głównie z roli Baek-soo w sitcomie JTBC Welcome to Royal Villa (2013) oraz Lee Chi-hoona w popularnym serialu KBS2 Taeyang-ui huye (2016).

## Życiorys
Onew został odkryty podczas castingu SM Academy Casting w 2006 roku. Otrzymał wielkie uznanie od Lee Soo-mana, założyciela SM Entertainment, podczas debiutanckiego showcase’a Girls’ Generation. Lee Soo-man zauważył go i chciał go usłyszeć podczas przesłuchania. Podpisał umowę z agencją dzień po przesłuchaniu. W 2008 roku został wybrany na lidera grupy SHINee, a pięcioosobowy boysband zadebiutował 25 maja 2008 roku w programie Inkigayo stacji SBS.
Niedługo po debiucie Onew współpracował przy tworzeniu singli Lee Hyun-ji w 2008 roku – Vanilla LOVE i Vanilla Love Part 2. W 2009 roku zaśpiewał razem z Jessiką z Girls’ Generation piosenkę „One Year Later” z minialbumu Tell Me Your Wish (Genie). W tym samym roku zaśpiewał także w duecie z Kim Yeon-woo piosenkę „Naega Saranghaetdeon Ireum (The Name)” (kor. 내가 사랑했던 이름 (The Name)) z trzeciego minialbumu SHINee – 2009, Year of Us.

## Dyskografia

### Solo
Albumy studyjne
- Circle (2023)

Minialbumy
- Voice (2018)
- Dice (2022)
- Life Goes On (2022; jap.)
- Flow (2024)

## Filmografia

### Seriale
| Rok  | Tytuł                      | Rola                          | Stacja telewizyjna |
| ---- | -------------------------- | ----------------------------- | ------------------ |
| 2010 | Dr. Champ                  | Park Ki-young (cameo)         | SBS                |
| 2010 | Atena: Jeonjaeng-ui yeosin | on sam (cameo)                | SBS                |
| 2012 | Oh My God x2               | on sam (cameo)                | SBS                |
| 2013 | Pure Love                  | kuzyn Choi Joon-young (cameo) | KBS2               |
| 2013 | Welcome to Royal Villa     | Baek-soo                      | JTBC               |
| 2016 | Taeyang-ui huye            | Lee Chi-hoon                  | KBS2               |